# Viz Media
VIZ Media, LLC — американская компания, издатель манги и аниме. Располагается в городе Сан-Франциско, Калифорния. Компания была сформирована после слияния VIZ, LLC и ShoPro Entertainment. Совладельцами VIZ являются японские издательские компании Shogakukan и Shueisha, а также Shogakukan Productions (ShoPro), подразделение Shogakukan.
Название компании происходит от англ. «visual» — визуальный, изобразительный.
VIZ выпускает английскую версию сёнэн-журнала Shonen Jump и собственный сёдзё-журнал Shojo Beat, выходящий тиражом примерно 35 000 экземпляров. Было издано и несколько антологий («Animerica Extra» и антология манги для взрослых «Pulp»). Одно время выходил онлайн-журнал J-pop.com.

## Журналы VIZ
- Animerica (закрыт) — ежемесячный журнал с обзорами аниме и манги, преимущественно той, которую выпускала VIZ Media. Первый номер вышел в ноябре 1992 года, а в апреле 2005 года было объявлено, что Animerica больше не будет издаваться на регулярной основе. С тех пор одну версию журнала, с уменьшенным количеством страниц, можно бесплатно получить на аниме-фестивалях, а другая публикуется раз в квартал и так же бесплатно раздавается в книжных магазинах Borders и Waldenbooks.[5] Подписка недоступна. Последний обычный номер вышел в июне 2005 г.
- Animerica Extra (закрыт) — ежемесячный журнал сёдзё-манги, выходивший в Северной Америке с 1998 по 2004 год. Там печатались такие работы, как Banana Fish, Fushigi Yuugi, Marionette Generation, «Юная революционерка Утэна», Short Program, Steam Detectives, Video Girl Ai и X/1999.
- Game On! USA (закрыт)
- Manga Vizion (закрыт)
- Pulp (закрыт) — ежемесячный журнал с мангой для взрослых, включающий работы Uzumaki, Cinderalla, Banana Fish, Bakune Young, Black & White, Dance Till Tomorrow, Heartbroken Angels и Voyeur. Он выпускался с 1997 по 2002 г.
- Shojo Beat (закрыт)
- Shonen Jump USA (закрыт)

## Манга
- 20th Century Boys
- 666 Satan
- Aishiteruze Baby
- Angel Sanctuary
- Basara
- Bastard!!
- Battle Angel Alita
- Battle Angel Alita: Last Order
- Beyblade
- Bleach
- Black Cat
- Blood: The Last Vampire
- Blue Dragon
- Buso Renkin
- Case Closed
- The Cat Returns
- Ceres, Celestial Legend
- Crying Freeman
- D.Gray-man
- Death Note
- Descendants of Darkness
- Di Gi Charat
- Dragon Ball
- El-Hazard
- Excel Saga
- Full Moon o Sagashite
- Fullmetal Alchemist
- Fushigi Yuugi
- Gintama
- Gundam
- Hana-Kimi
- Here is Greenwood
- Hikaru no Go
- Honey and Clover
- Hot Gimmick
- Imadoki!
- InuYasha
- Kare First Love
- Lovely Complex
- Medabots
- Mermaid Saga
- Midori Days
- Mobile Suit Gundam Wing
- Monster
- NANA
- Naruto
- Nausicaä of the Valley of the Wind
- Neon Genesis Evangelion
- One Piece
- Ouran High School Host Club
- Please Save My Earth
- Pokémon Adventures
- RahXephon
- Ranma ½
- Read or Die
- Revolutionary Girl Utena
- Rurouni Kenshin
- Saikano
- Saint Seiya
- Shaman King
- Silent Möbius
- Skip Beat!
- Shakugan no Shana
- Spriggan
- Steam Detectives
- Steamboy
- Strawberry 100%
- Tenchi Muyo!
- Urusei Yatsura
- Uzumaki
- Vagabond
- Vampire Knight
- Video Girl Ai
- Wolf's Rain
- X
- Yakitate!! Japan
- Yu-Gi-Oh!
- YuYu Hakusho
- Zatch Bell!
- Zoids
- Zombie Powder